# Close to You (singel Jaya Delano)
Close to You – pierwszy solowy singel Jaya Delano promujący album Close to You, wydany w 2006 roku nakładem Kontor Records.
Singel stanowi cover piosenki Maxiego Priesta z 1990 roku. Jay Delano wielokrotnie wykonywał utwór podczas cyklu koncertów Hity Na Czasie, współorganizowanych w okresie letnim w różnych miastach Polski przez TVP2 oraz Radio Eska.

## Lista utworów
Opracowano na podstawie materiału źródłowego.
1. „Close to You” (Radio Edit) – 3:30
2. „Close to You” (Extended Version) – 4:18
3. „Close to You” (Remix Cut) – 3:54
4. „Close to You” (Remix Instrumental) – 3:52

## Notowania
| Lista                       | Pozycja |
| --------------------------- | ------- |
| Poplista                    | 1       |
| Szczecińska Lista Przebojów | 36      |